# NGC 2945
NGC 2945 ist eine linsenförmige Galaxie vom Hubble-Typ E-S0 im Sternbild Hydra. Sie ist schätzungsweise 198 Millionen Lichtjahre von der Milchstraße entfernt.
Das Objekt wurde am 23. Januar 1835 von John Herschel entdeckt.